# Садиба Закревських
Садиба Закре́вських — пам'ятка історії, архітектури та садово-паркової культури кінця XVIII  — початку XIX століть. Розташована в селі Березова Рудка Пирятинського району Полтавської області.

## Історія
Засновник роду Закревських, Осип Лук'янович, генеральний бунчужний війська Запорізького, 1752 року купив хутір Березова Рудка. Ідея побудови садиби належить його сину Григорію. Він обіймав посаду маршалка Київського намісництва, тому резиденція була потрібна для дворянських зібрань.
Ідею продовжили його сини Олексій та Василь, а завершив будівництво внук Платон Олексійович. Площа території ― 110 гектарів, із них 45 ― це парк. У маєтку є основна будівля ― палац, а також два флігелі. Їх почали будувати приблизно наприкінці XVIII століття.
У 1825 році сталася пожежа, маєток згорів вщент. А вже 1838 року він був повністю перебудований, за проєктом відомого українського архітектора Євгена Червінського.
У 1843, 1844 та 1846 роках маєток відвідував Тарас Шевченко. В одному з флігелів у маєтку були гостьові кімнати, де й зупинявся митець. У пам'ять про це на території садиби встановили погруддя на честь письменника та художника.
В перші десятиріччя XIX ст. в західній частині с. Березова Рудка як тимчасове житло в стилі раннього класицизму, був зведений мурований житловий будинок родини Закревських. Це одноповерховий, прямокутний у плані цегляний будинок на високому цоколі з анфіладними розташуванням внутрішніх приміщень, що зберігся до нашого часу і відомий у селі як «будинок урядника». Два симетрично розташовані входи прикрашалися чотириколонними портиками доричного ордеру. Фризова частина яких оздоблена декоративними зубчиками — модульйонами. Парковий фасад споруди прикрашає тераса з двома колонами також доричного ордену та два напівкруглих барокових еркери, розміщені по сторонах із трьома вікнами, що мають напівкругле завершення. Площини стін палацу завершувалися профільованим карнизом і мають прямокутні вікна, що прикрашалися поличками — сандриками складного профілю з ліпними кронштейнами.
По завершенню всіх опоряджувальних робіт на новозбудованому двоповерховому палаці, колишній житловий будинок був проданий власниками поміщику Башкірову. 
З приходом радянської влади маєток розграбували, а з 1927 року розмістили у ньому школу. У 1929 році на території почала діяти зоошкола, від якої бере початок Березоворудський коледж.

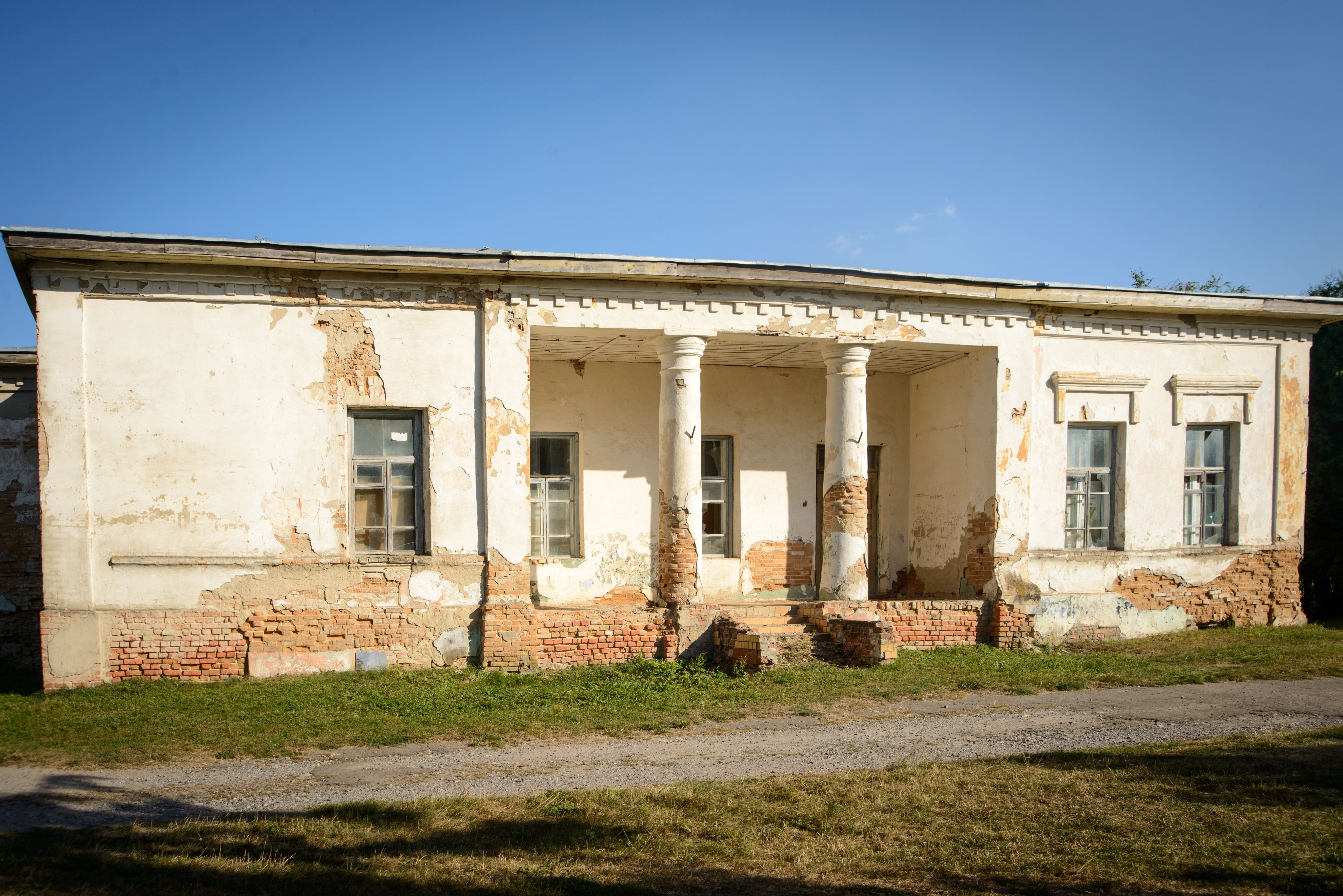
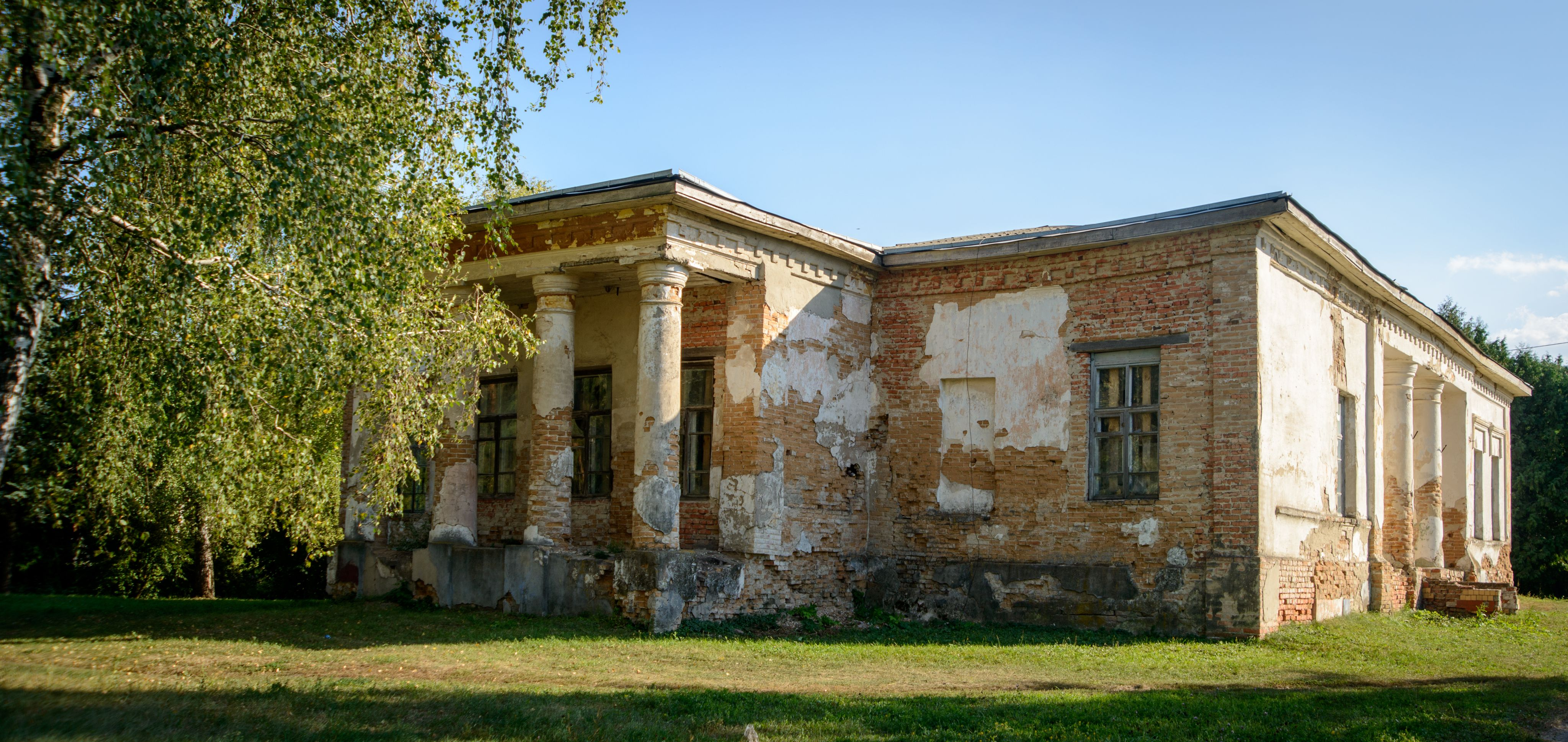
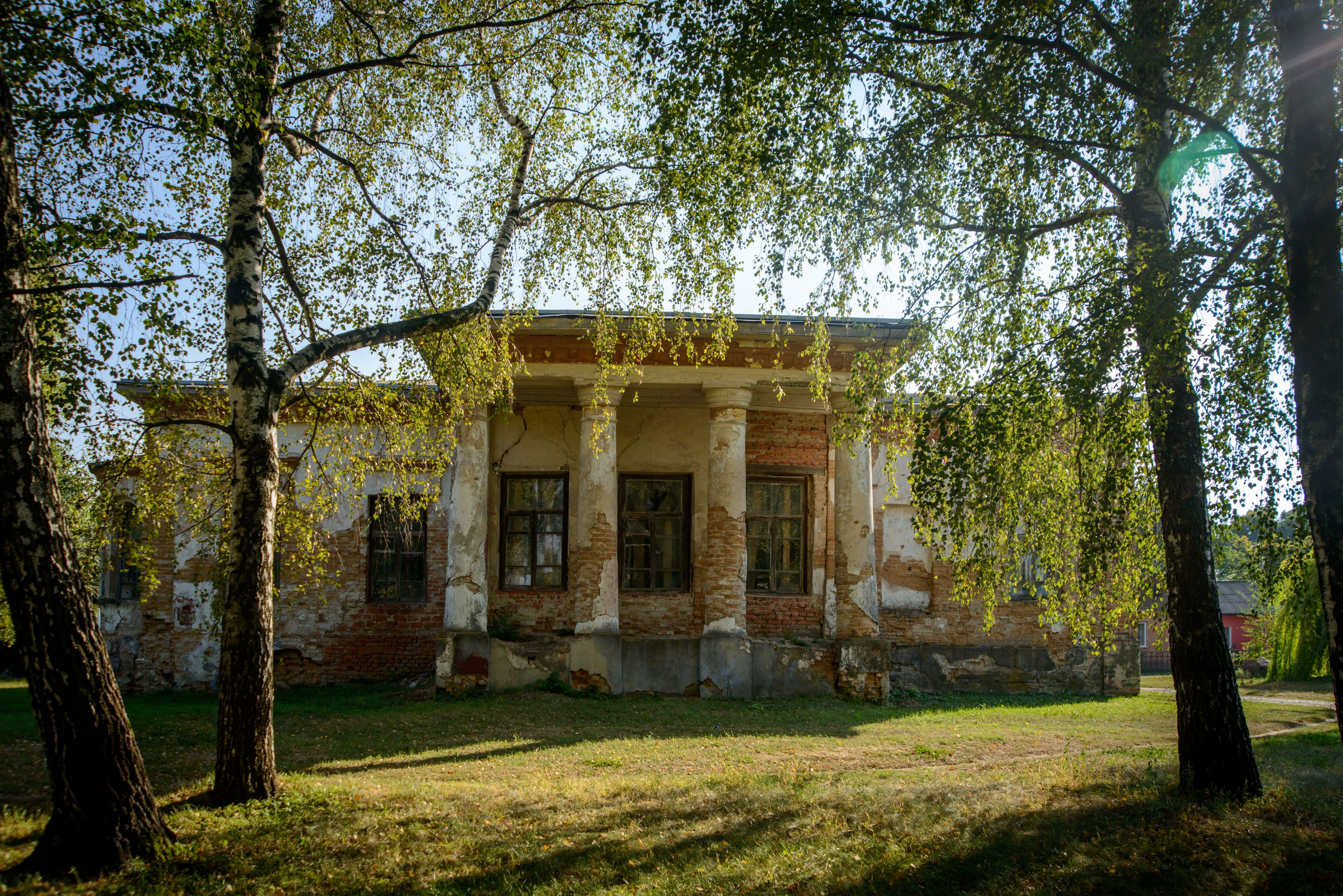
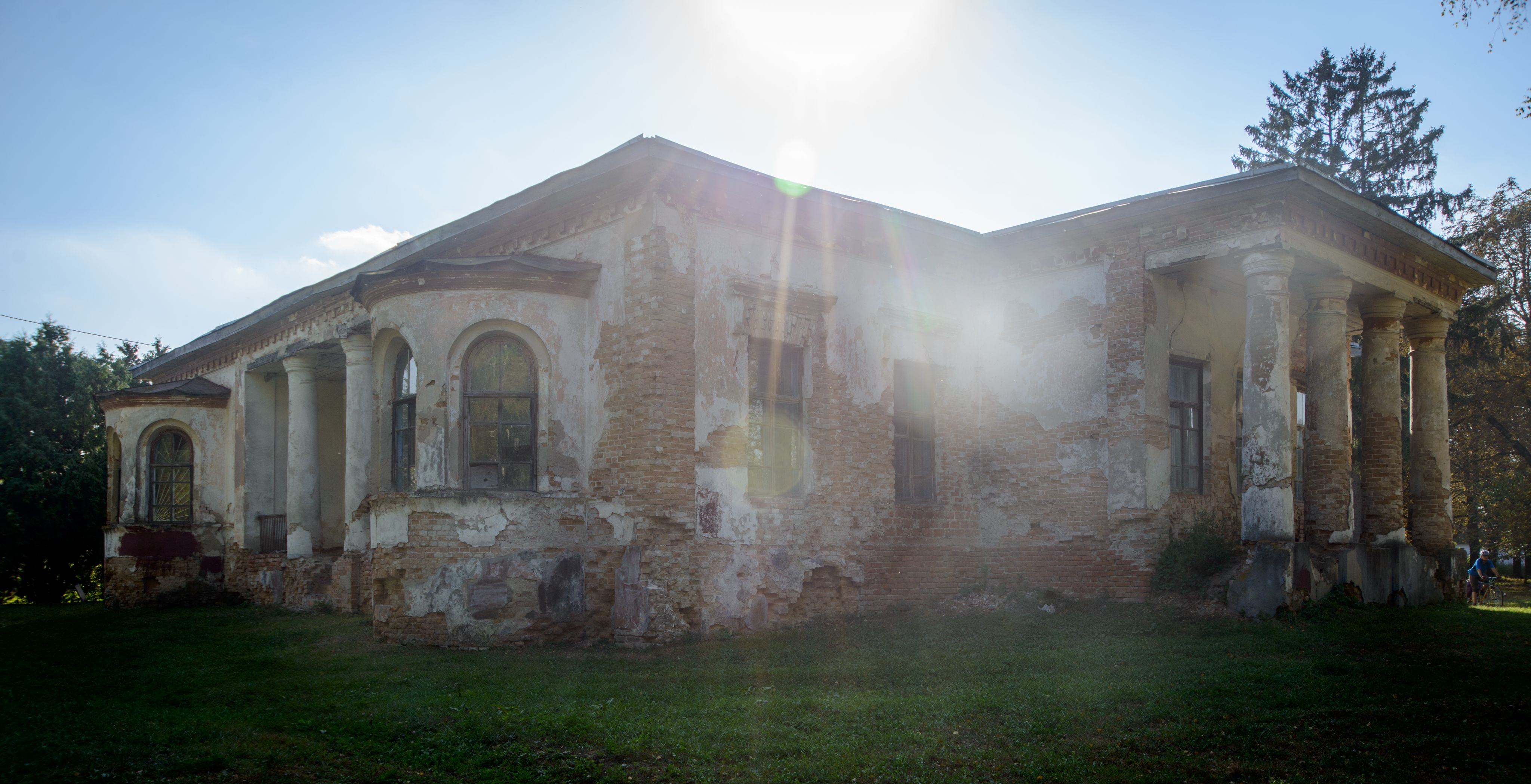
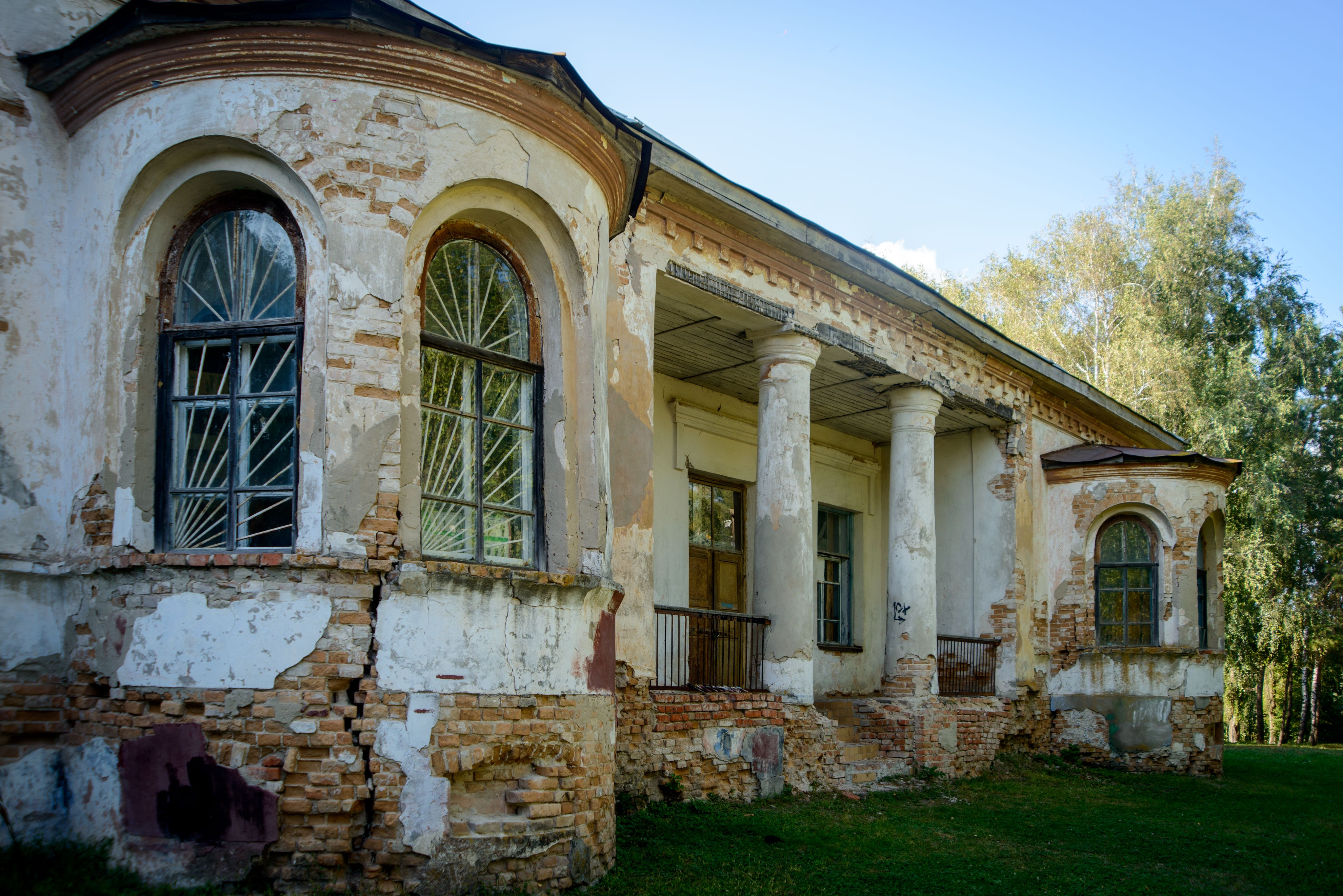
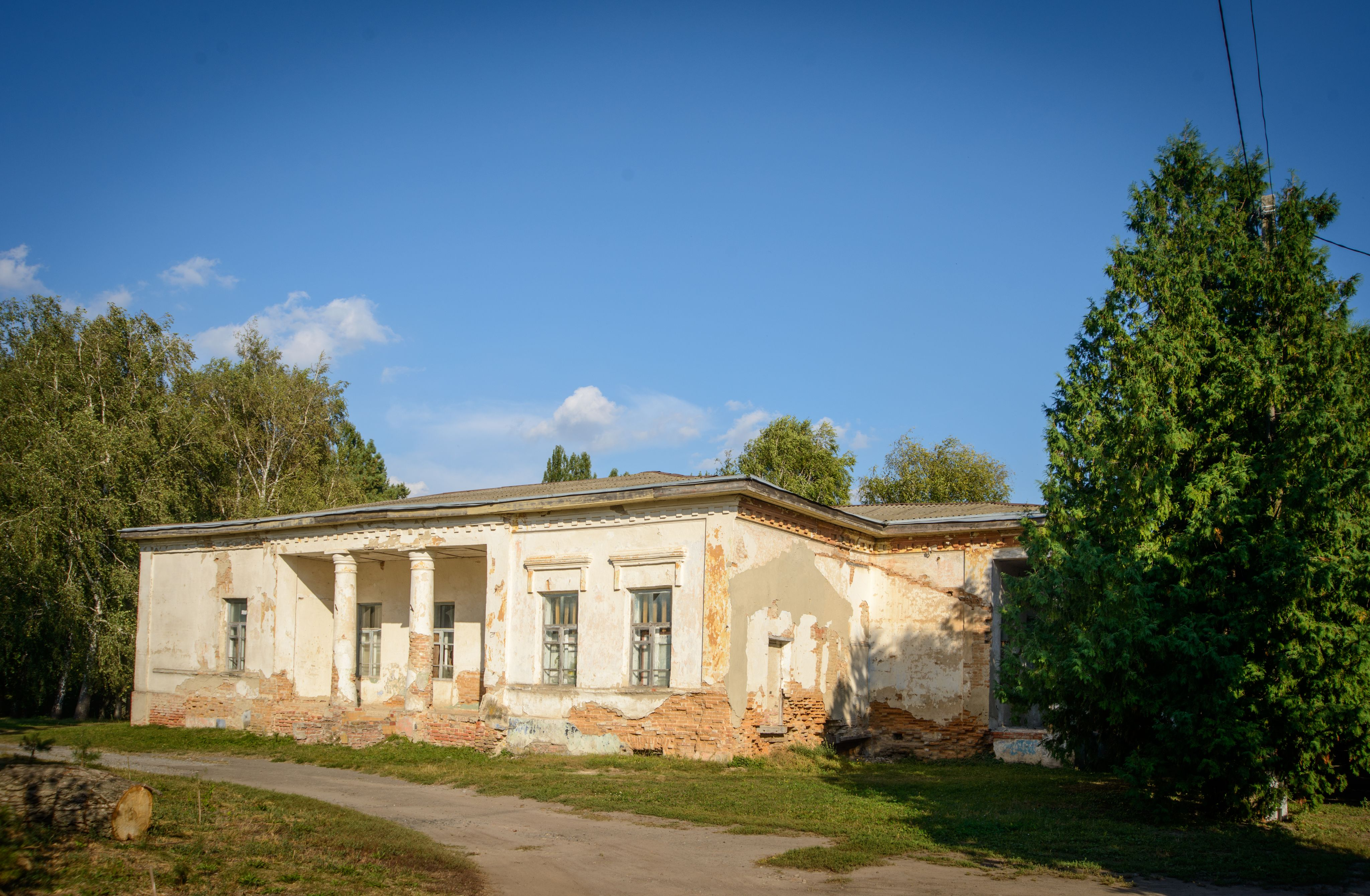
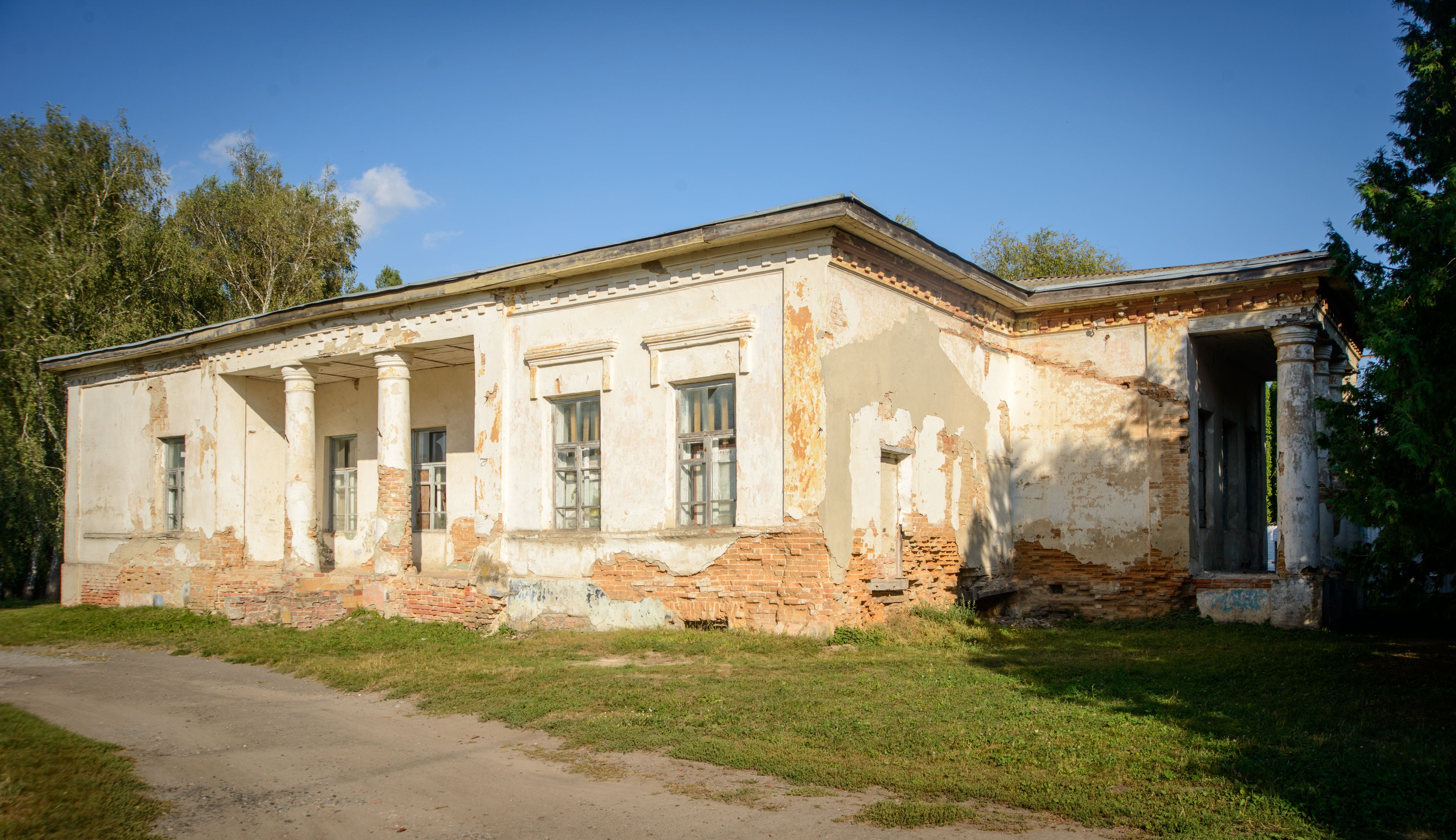
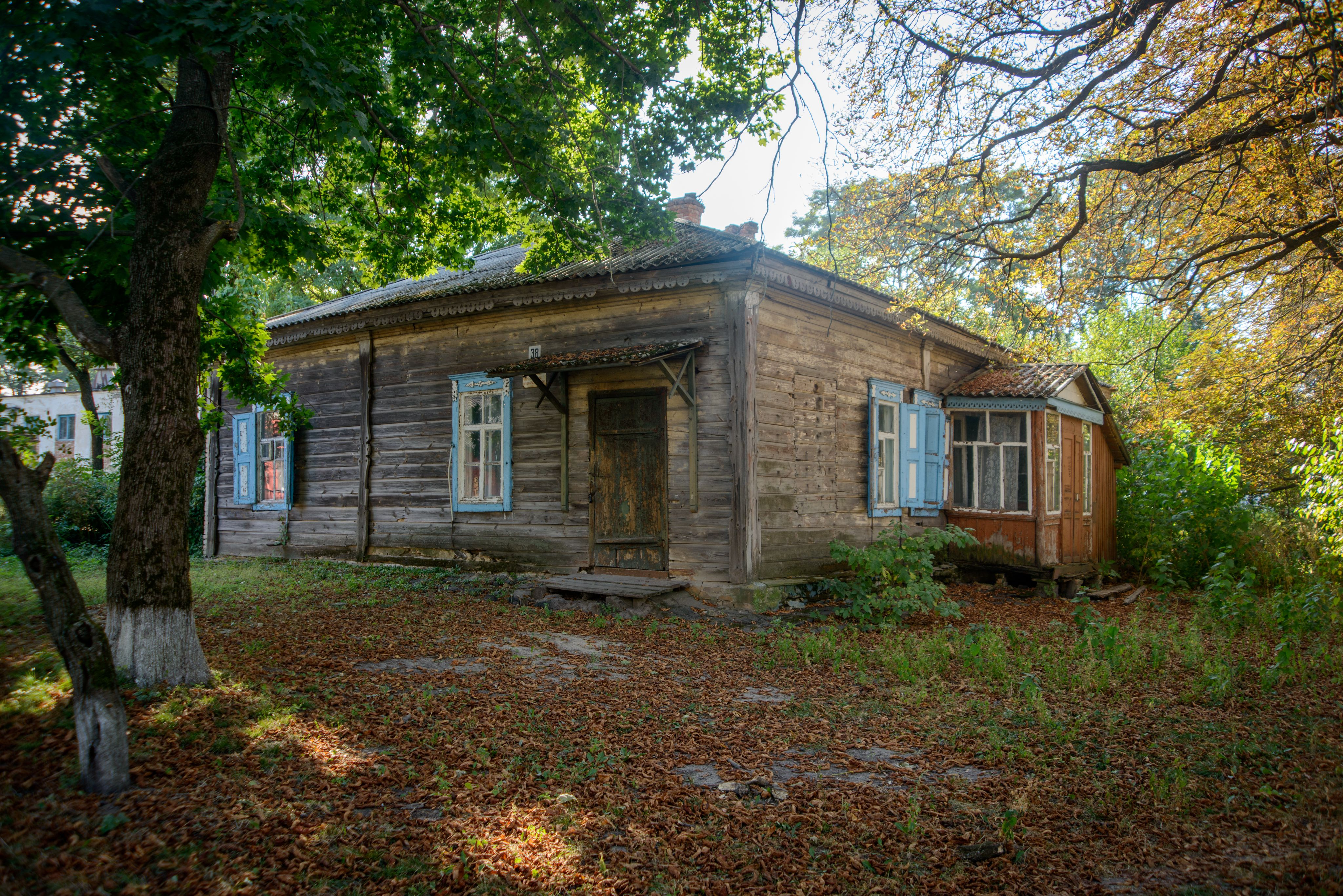
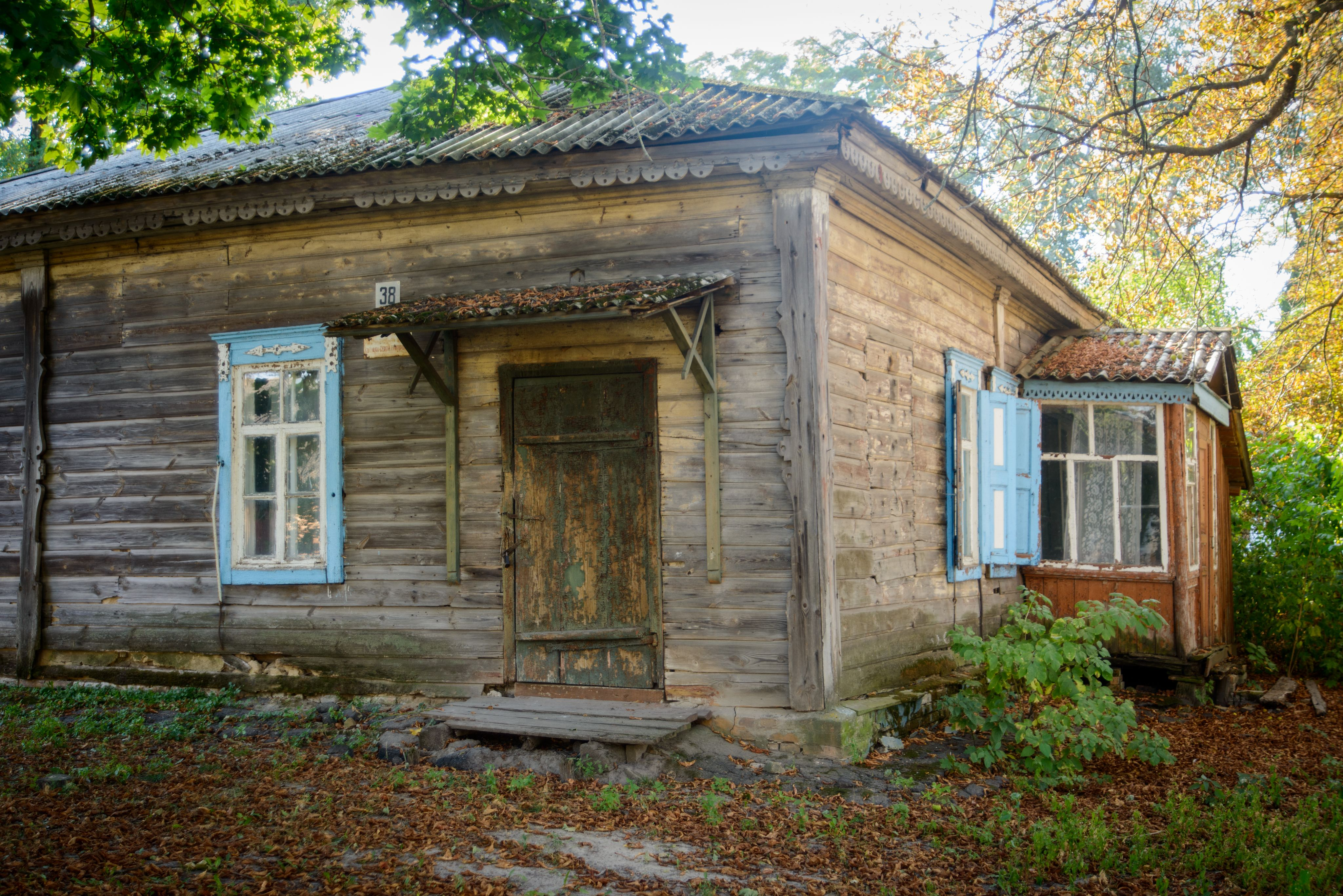
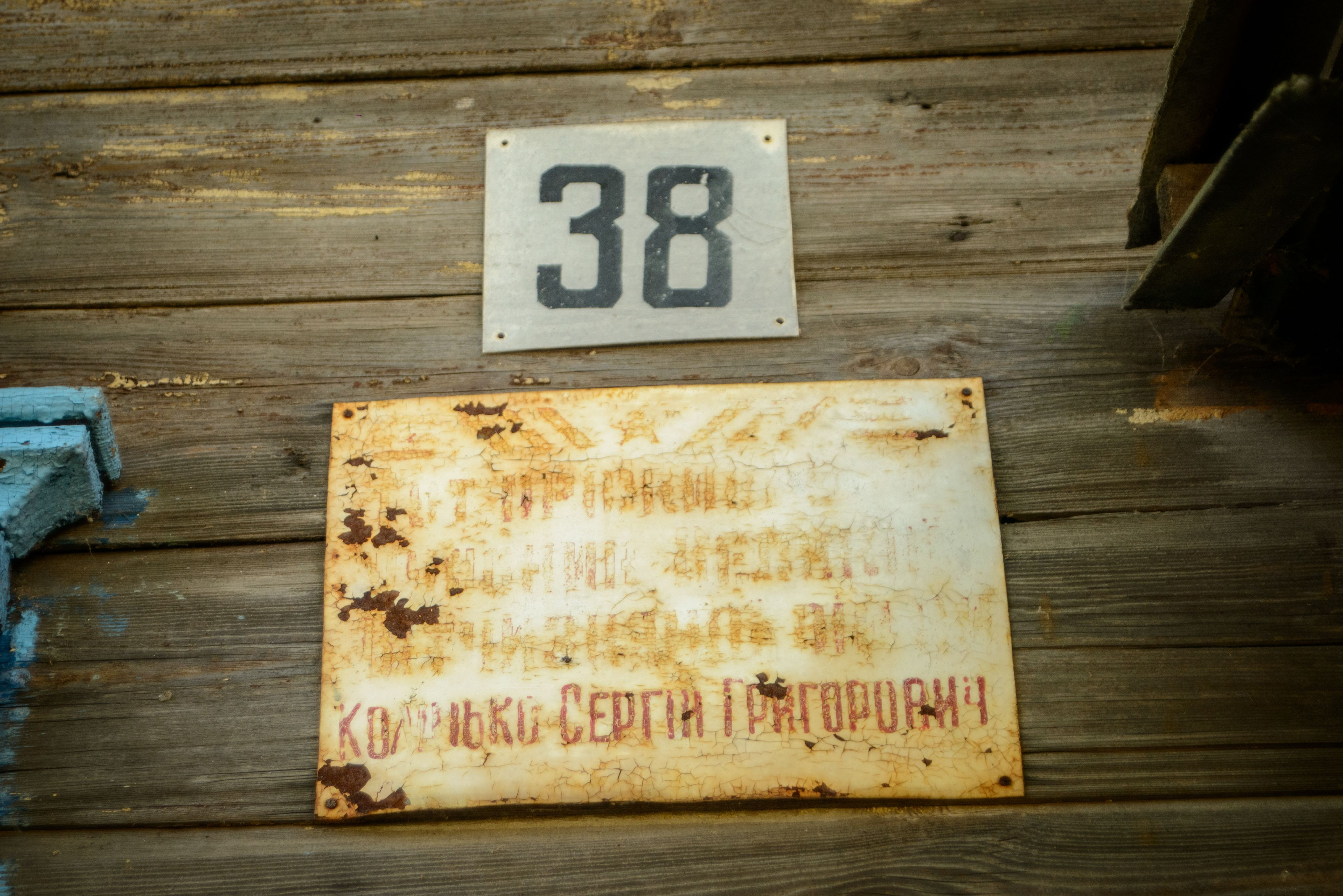

## Склад
- Березоворудський — парк-пам'ятка садово-паркового мистецтва загальнодержавного значення
- Альтанка Березово-Рудківського парку
- Огорожа Березово-Рудківського парку
- Палацово-парковий комплекс будинків родини Закревських
- Піраміда-усипальня
- Пам'ятник Шевченку Тарасу Григоровичу
- Меморіальна дошка на честь поета Луценка Дмитра Омеляновича

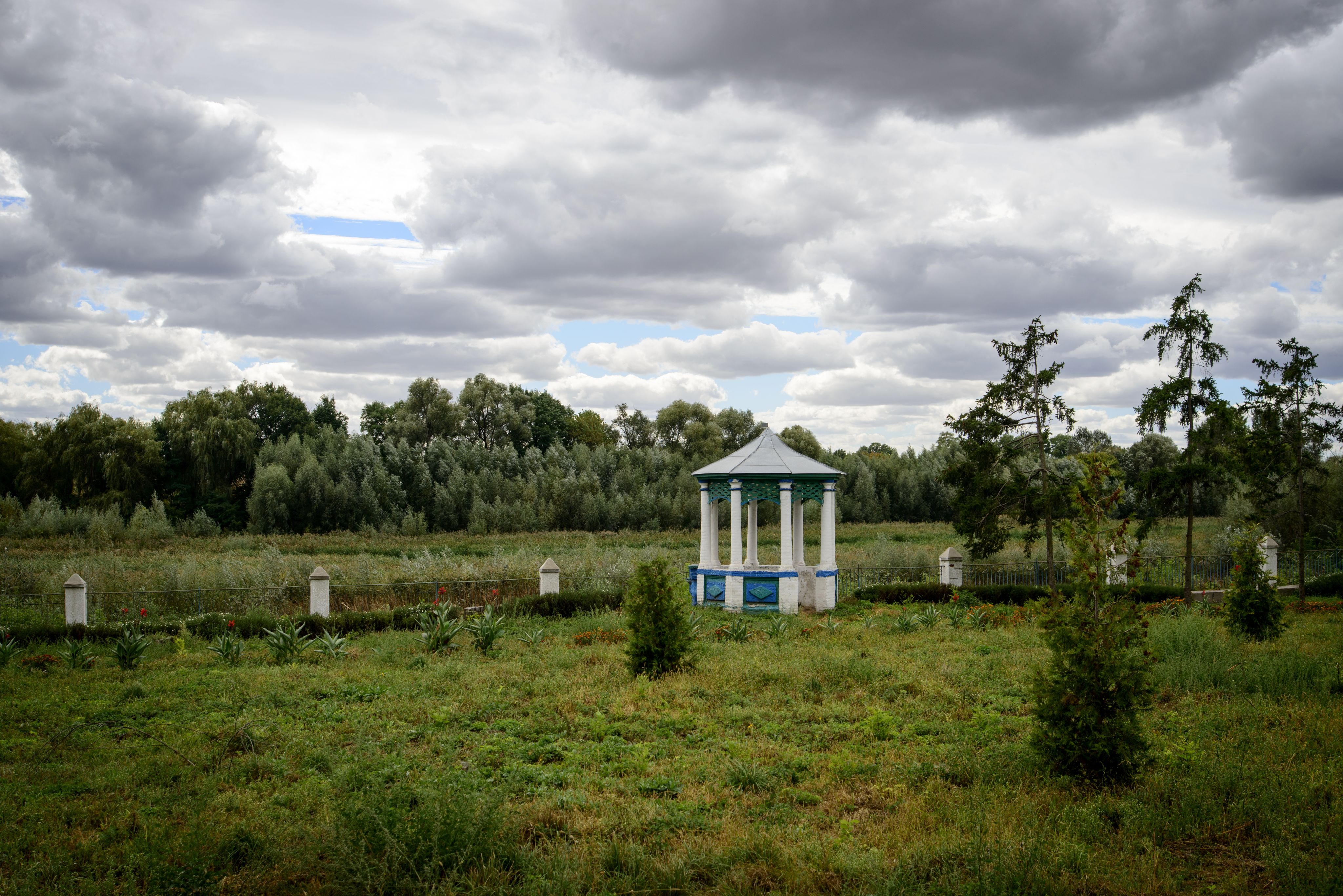
Альтанка
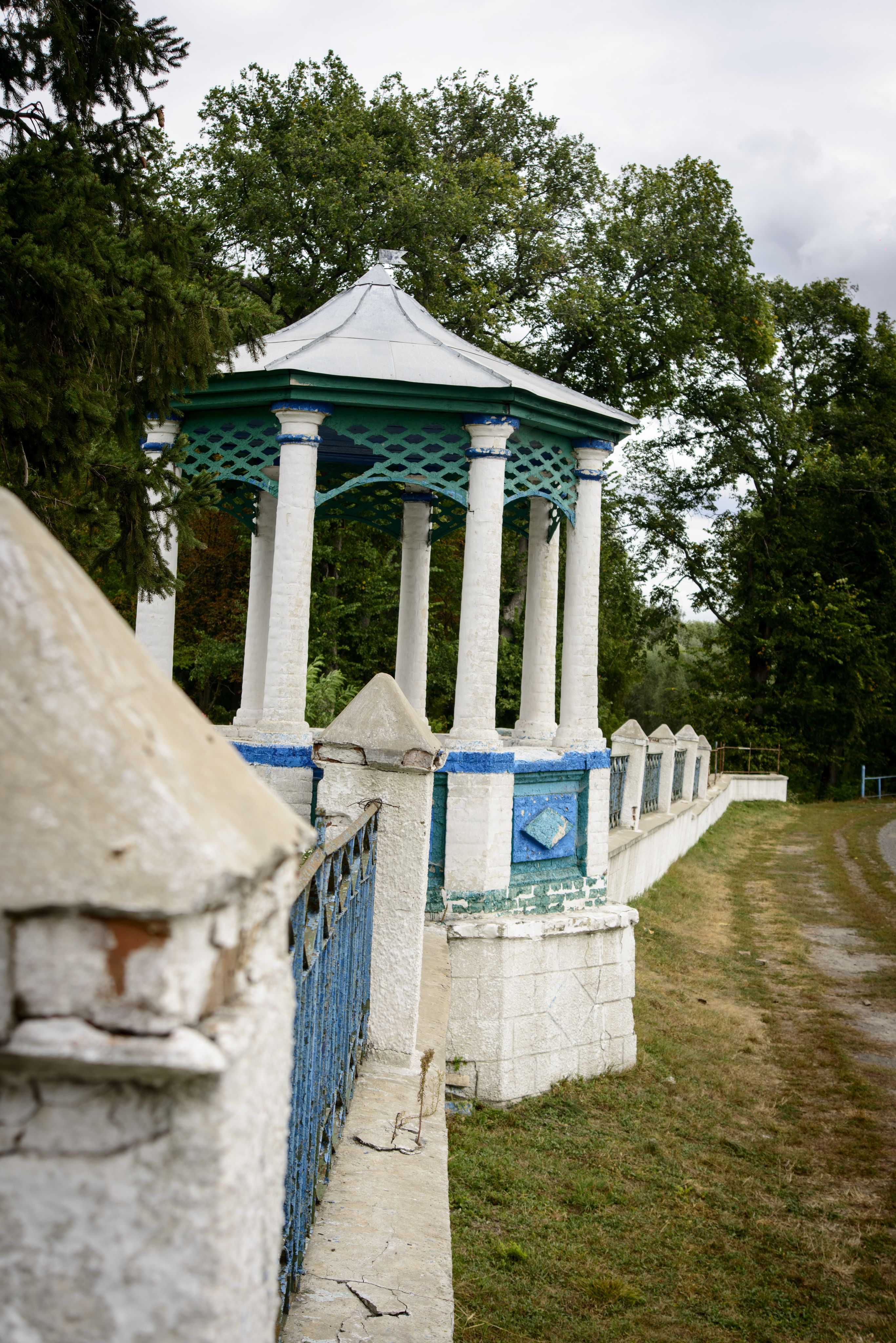
Огорожа
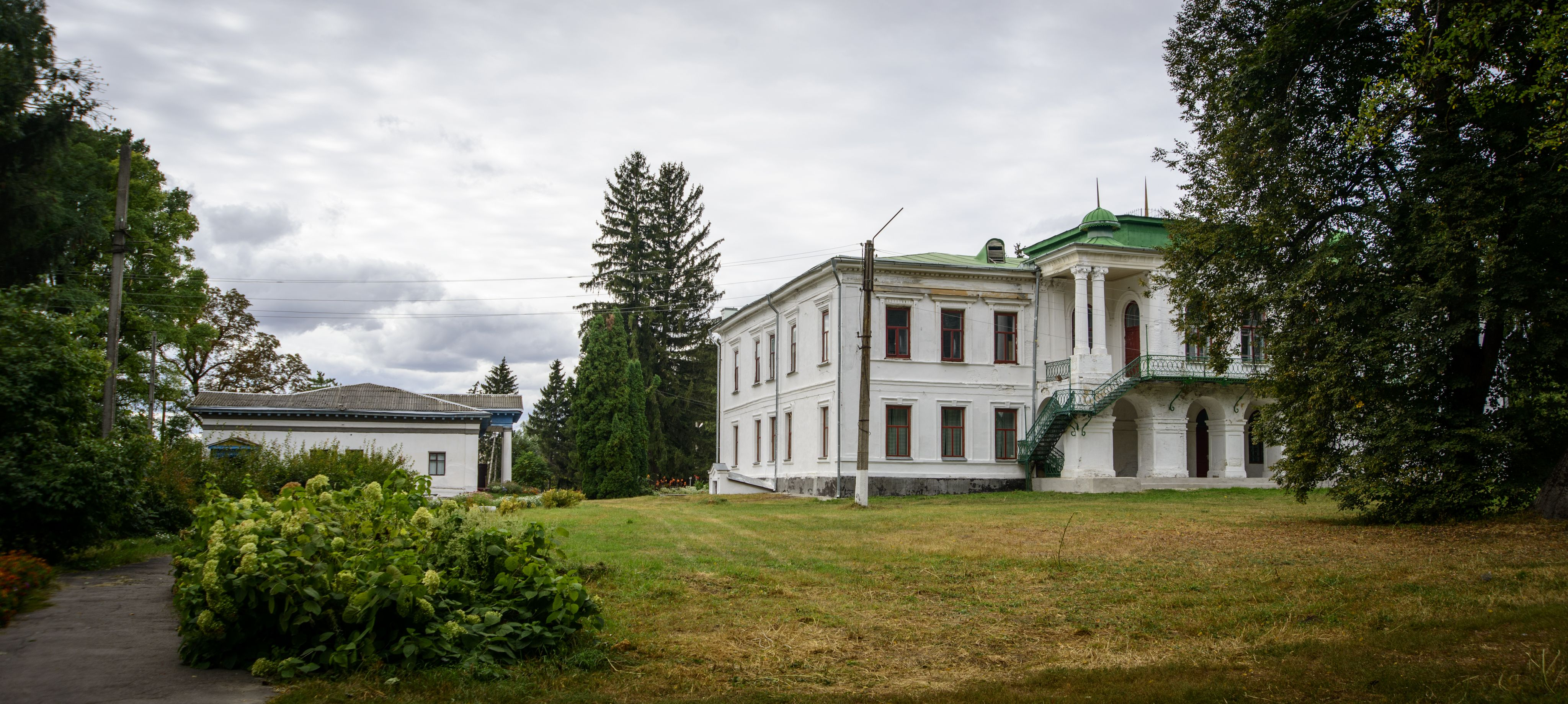
Палацово-парковий комплекс
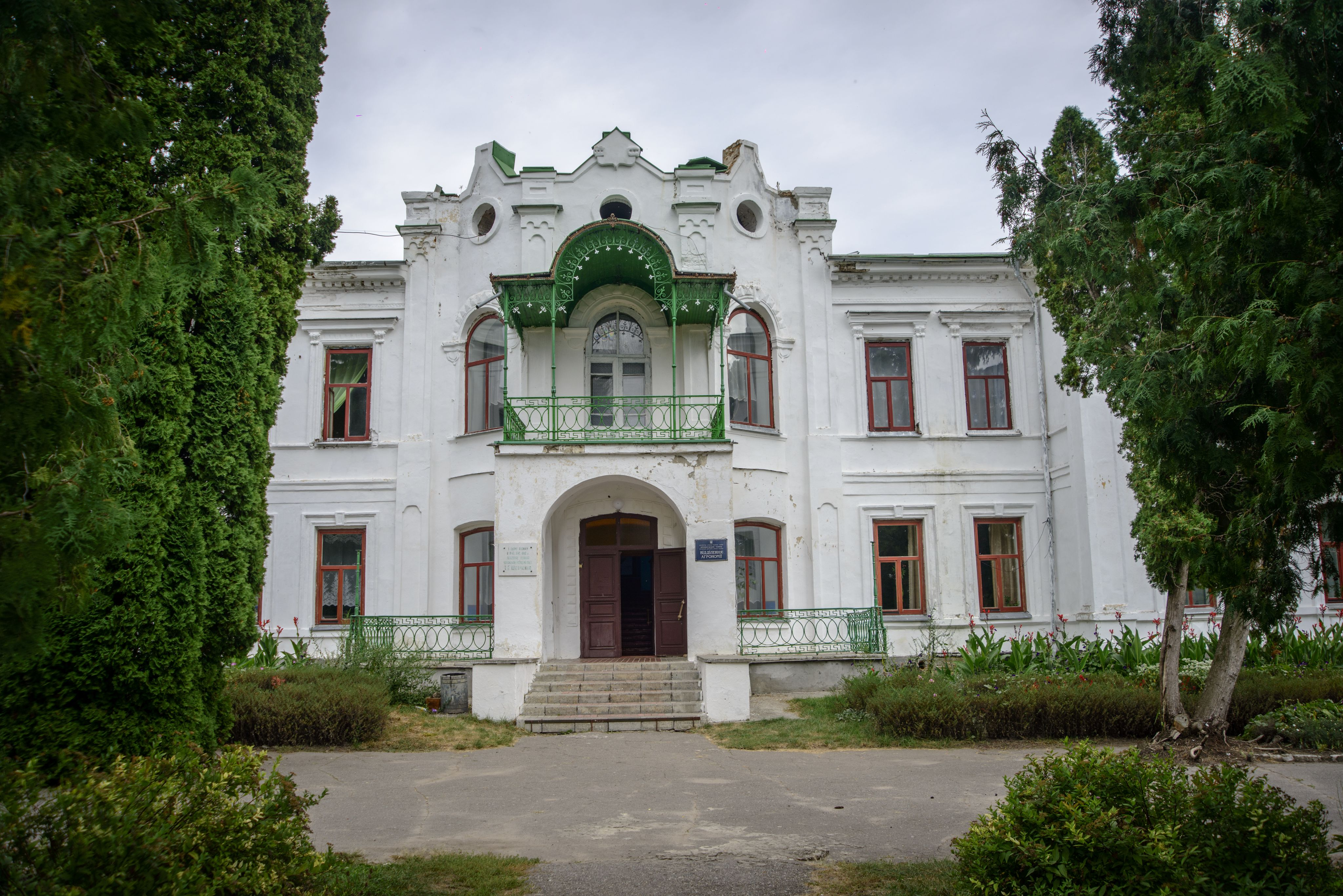
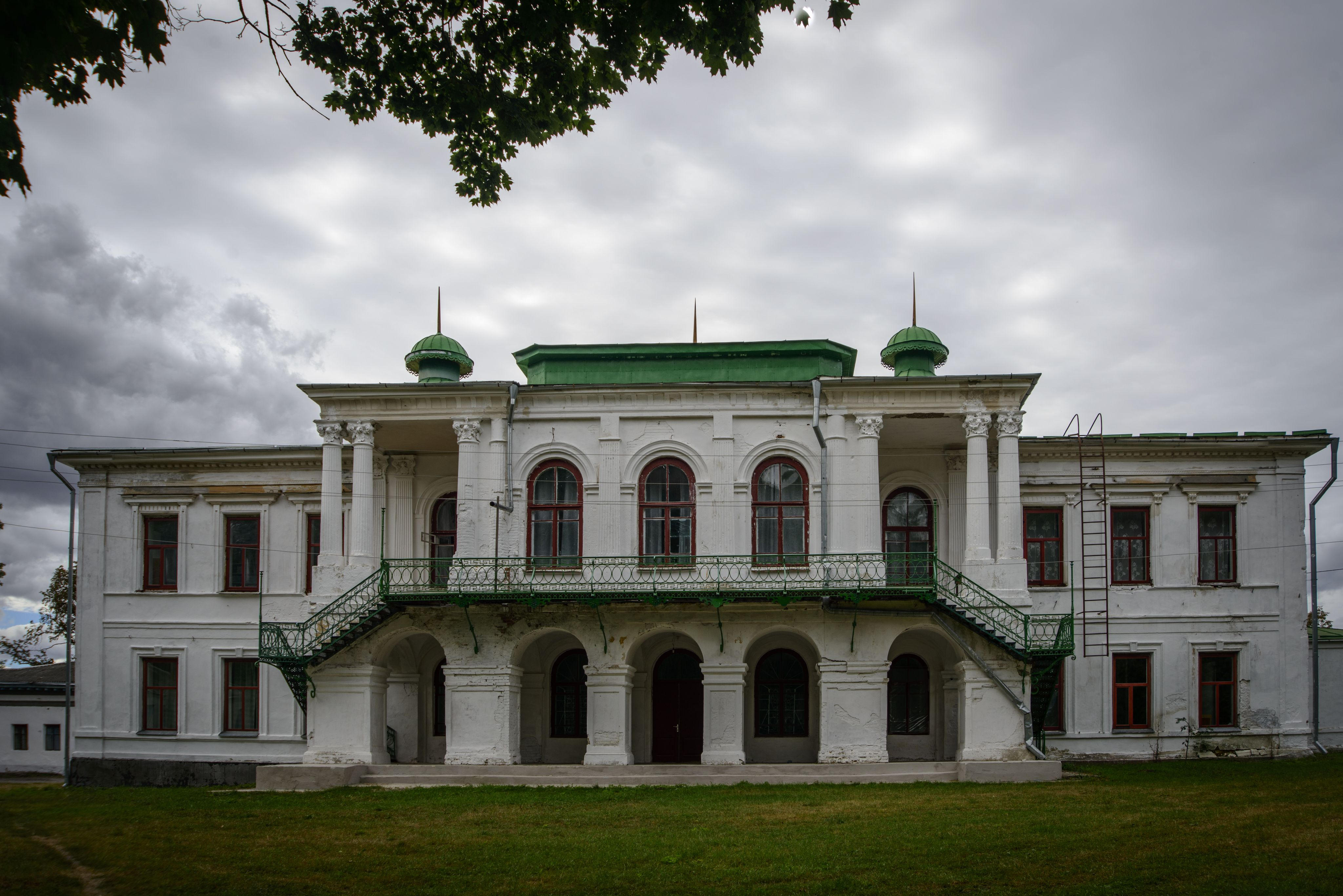
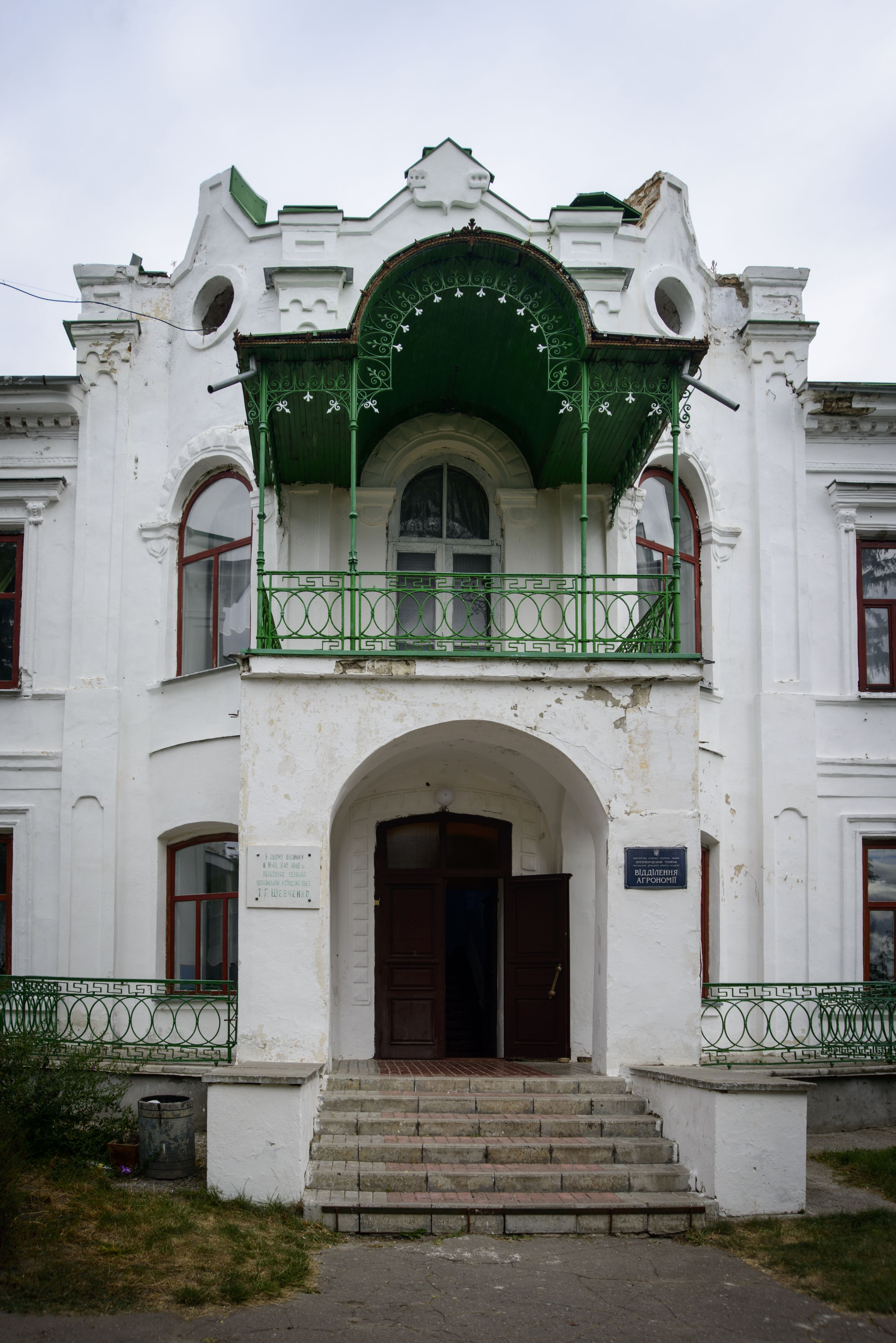
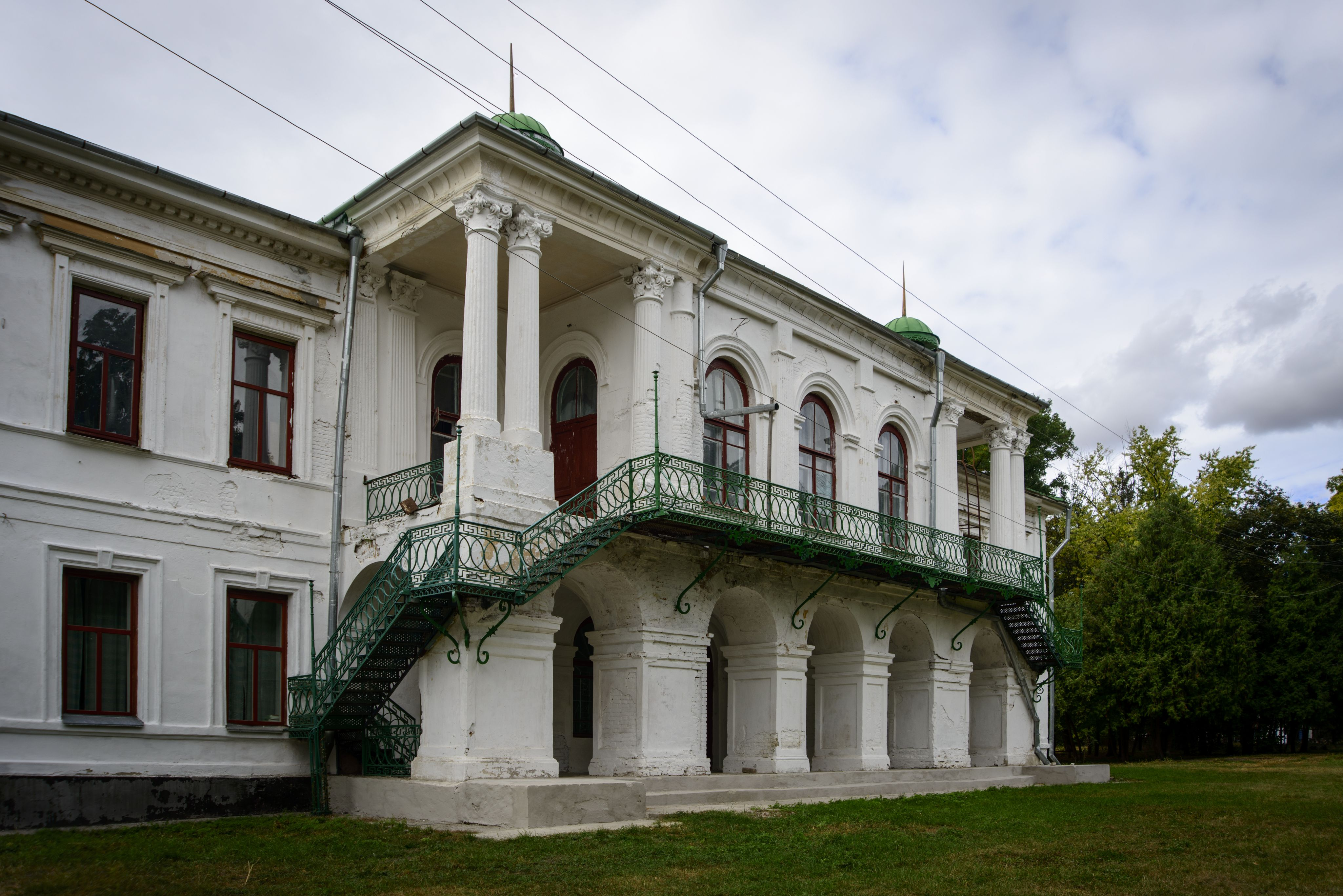
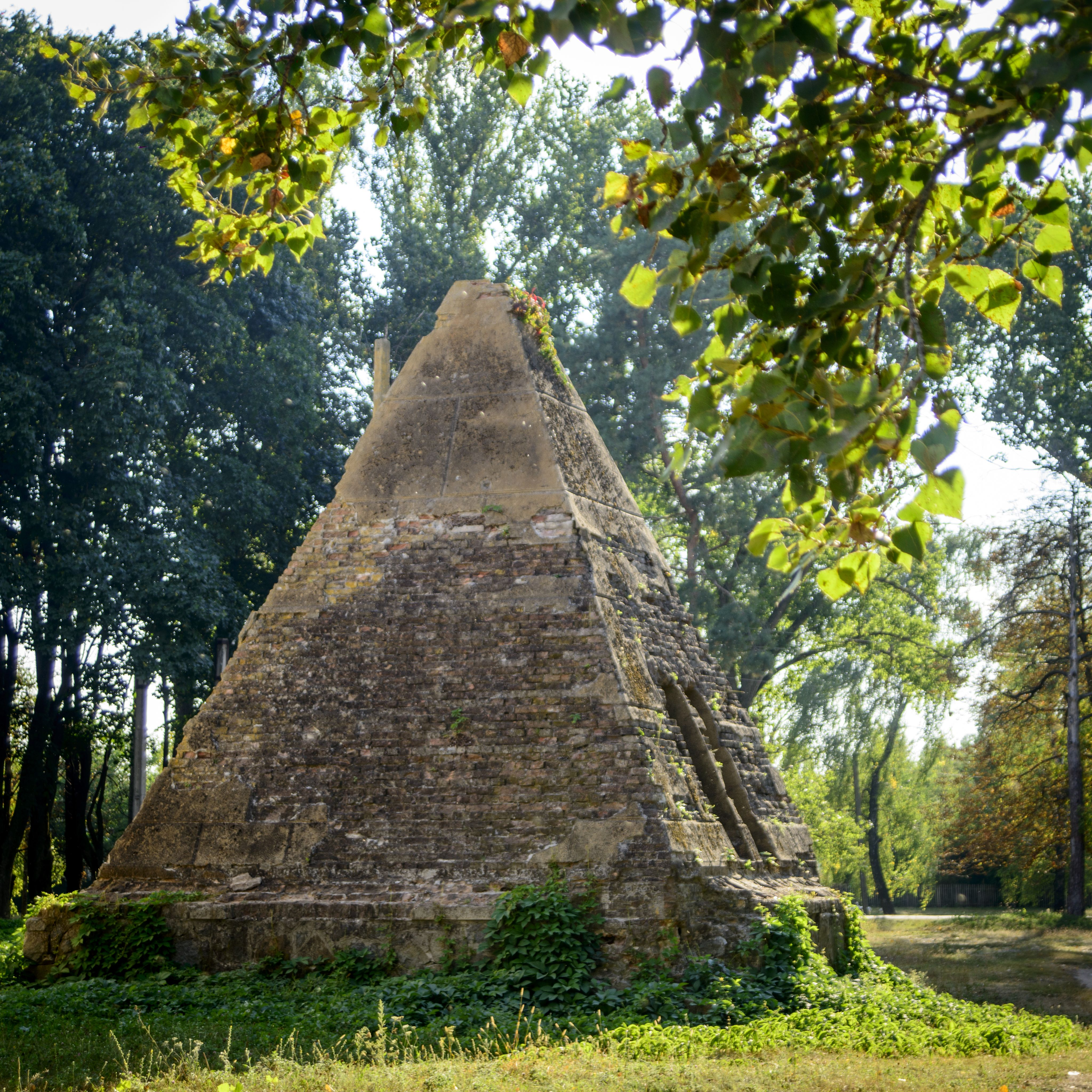
Піраміда-усипальня
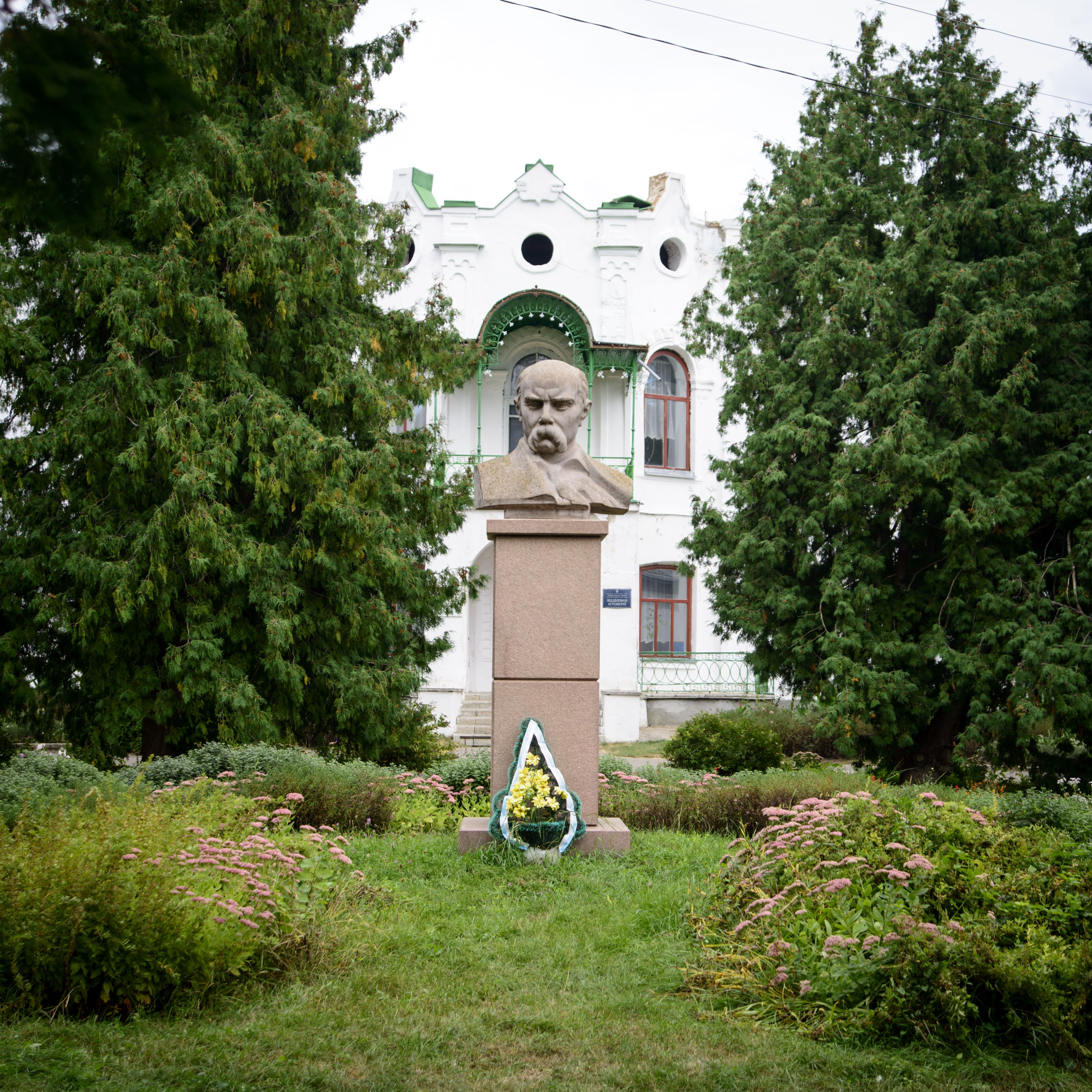
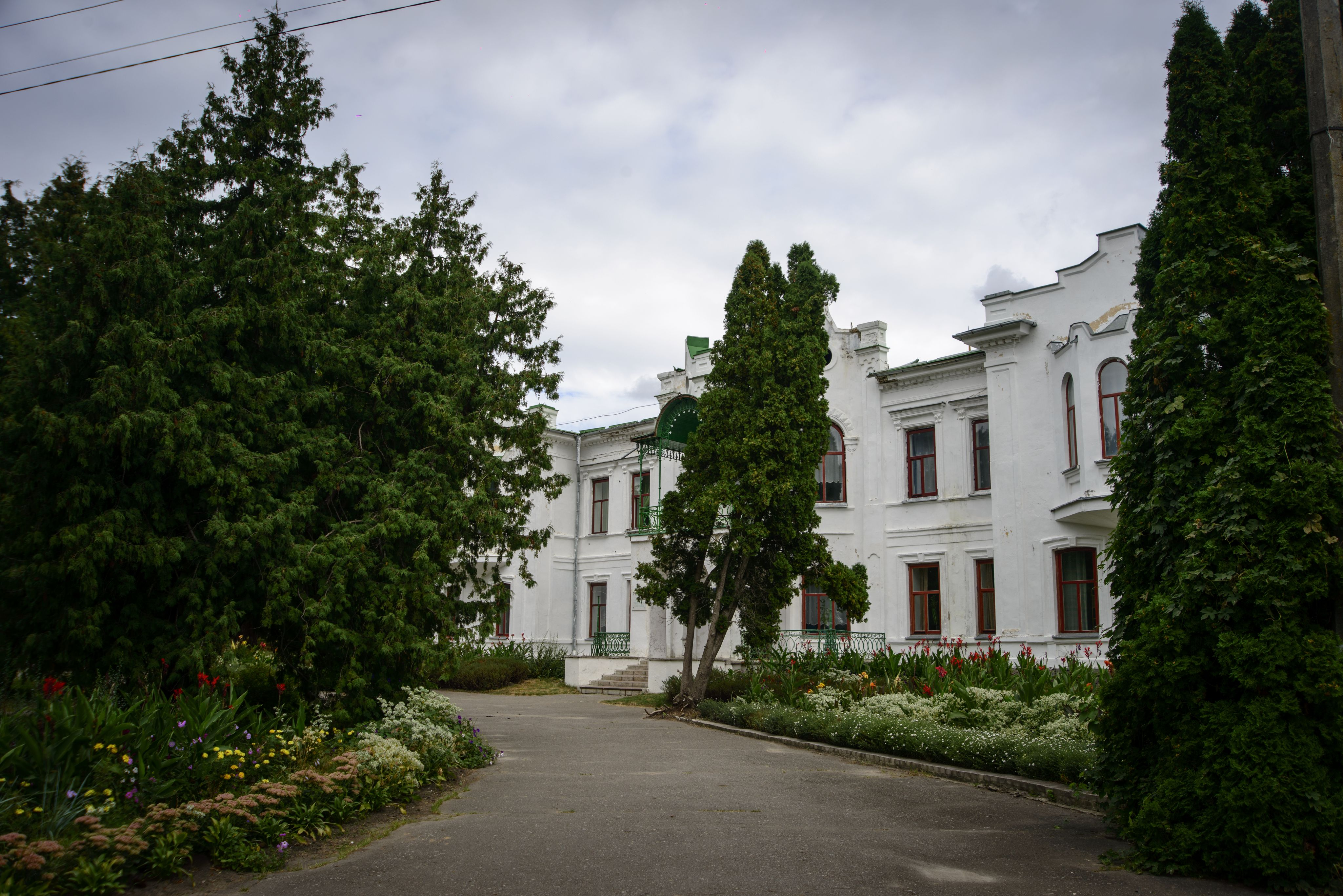
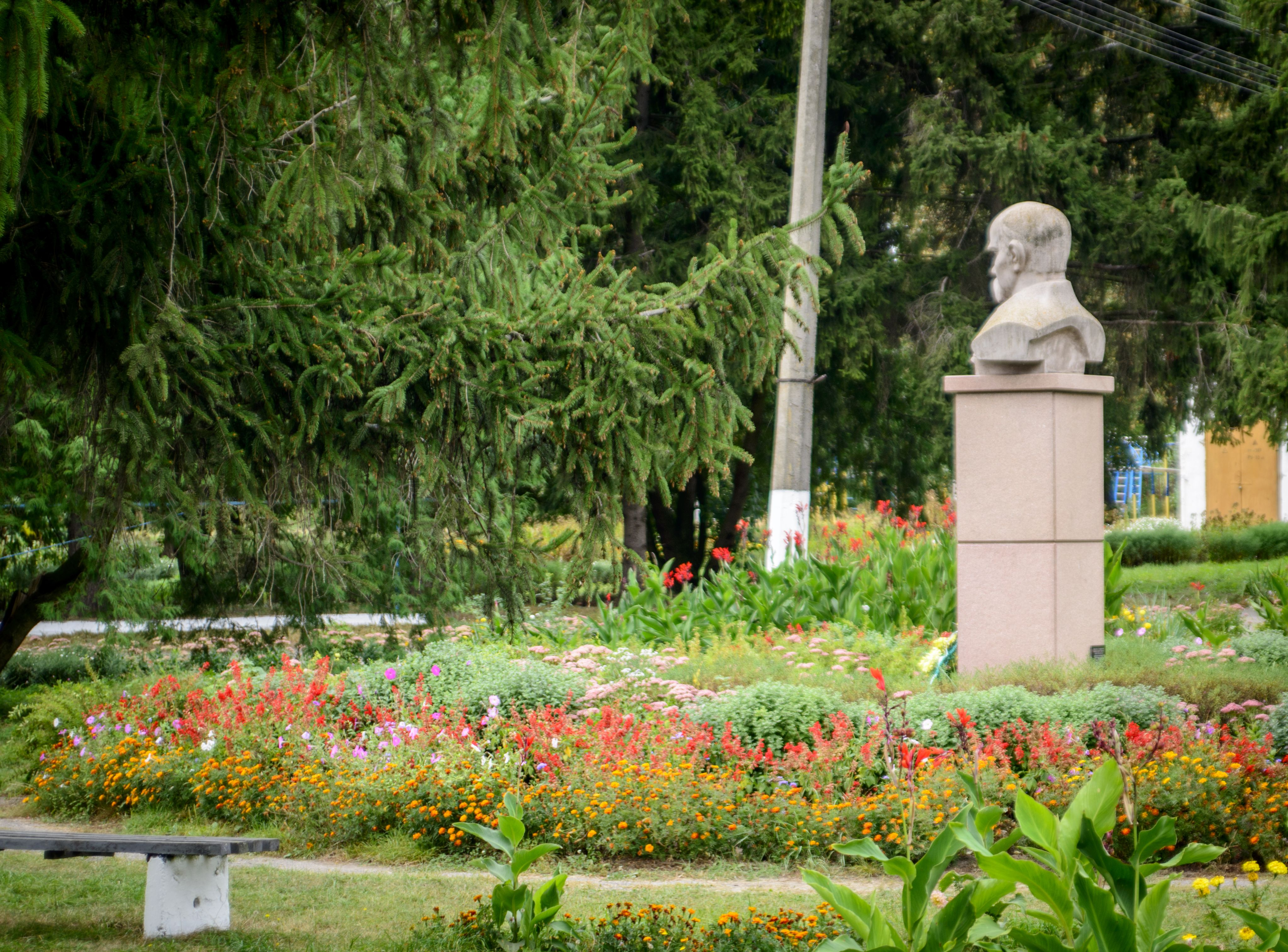

## Комплекс
Центральний об'єкт садиби — двоповерховий мурований палац у стилі необароко, обабіч якого — видовжені одноповерхові флігелі, які утворюють П-подібну композицію. Зведений у 1838 році за проектом Червінського Є. І.
Біля палацу росте старовинний парк площею 45 га, що є пам'яткою садово-паркового мистецтва державного значення. Тут нараховується близько 40 видів дерев і чагарників, 600-річний дуб, яблуневий сад. Плакучими вербами засаджені два штучні острівки на ставку.
До архітектурно-паркового ансамблю входить піраміда-каплиця, розташована в південній частині Березової Рудки. Закревський Гнат Платонович замовив її як каплицю над родинним склепом.